# Aotus azarai
Aotus azarai är en däggdjursart som först beskrevs av Alexander von Humboldt 1811.  Aotus azarai ingår i släktet nattapor och familjen Aotidae.
Inga underarter finns listade i Catalogue of Life. Wilson & Reeder (2005) skiljer mellan tre underarter.
Denna primat förekommer i centrala Brasilien, Paraguay, Bolivia och angränsande delar av Peru. Arten vistas i tropiska regnskogar och andra skogar. I bergstrakter når den 3200 meter över havet.
Liksom de andra nattaporna är Aotus azarai aktiv mellan skymningen och gryningen. Den äter frukter, blad, blommor och små ryggradslösa djur som till exempel insekter. Ett föräldrapar bildar en mindre flock tillsammans med sina ungar eller de vuxna individerna lever utanför parningstiden ensam. Revirets storlek varierar mellan 1,3 och 18 hektar beroende på underart och utbredning. I naturen får honor vanligen sina första ungar när de är fem år gamla och per kull föds allmänt en unge. Honor är 120 till 130 dagar dräktiga och ungen diar sin mor cirka 150 dagar.
Den genomsnittliga kroppsvikten är cirka 1,2 kg. Arten blir cirka 33 cm lång (huvud och bål) och har en upp till 39 cm lång svans. Håren som bildar ovansidans päls har gråa och bruna avsnitt vad som ger ett spräckligt utseende. På undersidan förekommer ljus orange till vit päls. Aotus azarai kännetecknas av ganska smala mörka strimmor i ansiktet, förutom övre delen av den centrala strimman som kan vara bred. Några individer har inslag av olivgrön på ovansidan. Svansen är uppdelad i en orange främre del och en svart bakre del.